# Ús racional de l'aigua

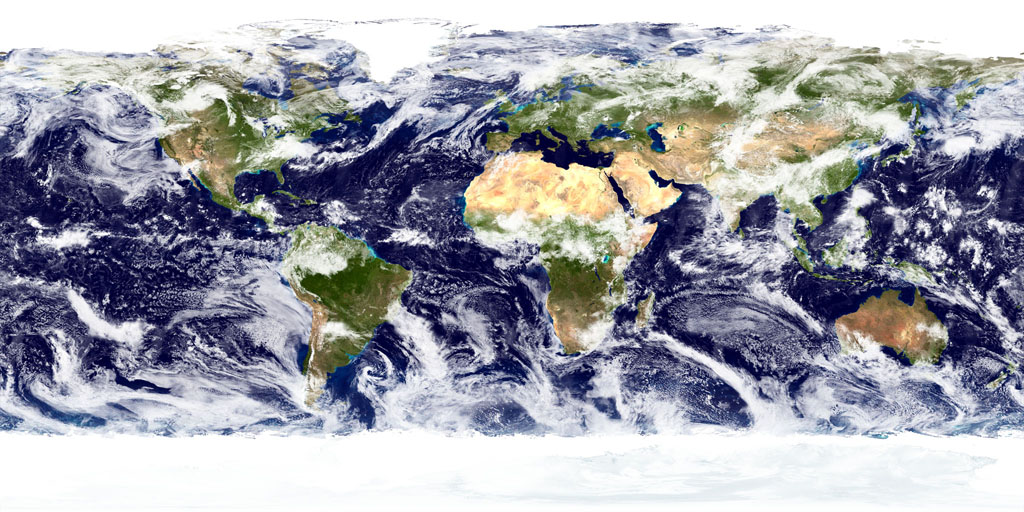
L'aigua cobreix el 70 % de la superfície terrestre.

L'ús racional de l'aigua remet al control i gestió del consum d'aigua. És un concepte inclòs en la política general de gestió dels recursos naturals renovables i associat a un desenvolupament sostenible que ha de permetre l'aprofitament dels recursos, en aquest cas de l'aigua, de manera eficient garantint la seva qualitat, evitant la seva degradació amb l'objecte de no comprometre ni posar en risc la seva disponibilitat futura. Aquests principis s'apliquen en projectes d'enginyeria, arquitectura, urbanisme i agricultura que estigui concebuts en el marc de la protecció i conservació dels recursos naturals. L'aigua es considera un recurs renovable limitat.

## Aigua dolça
La pluviositat és una de les claus en la distribució dels recursos hídrics disponibles. La pluviositat juntament amb la seva distribució en els diferents rius i conques, acumulació en llacs, embassaments i preses així com en aqüífers naturals determina la disponibilitat d'aigua a les diferents zones geogràfiques. La dessalinització d'aigua de mar és l'últim recurs per aconseguir aigua a certes zones litorals amb baixes precipitacions i escassos recursos hídrics.

## L'aigua, un recurs escàs
L'aigua és indispensable per a tota la humanitat, així com per a tots els éssers vius que habiten el planeta Terra. La humanitat no solament en depèn per viure, sinó que és essencial per al desenvolupament d'aliments així com per a un desenvolupament econòmic sostenible. La fa especialment rellevant el fet que sense aigua és completament impossible que es doni vida, a més és el primer que es té en compte a l'hora de buscar vida fora del nostre planeta. A la Terra, on l'aigua és un bé real, el seu ús adequat i sostenible permet el desenvolupament econòmic, per contra el difícil accés a aigua potable provoca malalties i delma poblacions.
El volum d'aigua existent sobre el nostre planeta, que és d'aproximadament 1.400 milions de km³, ha romàs inalterat durant els cinc mil milions d'anys de la seva vida. Segons les teories acceptades sobre la història de la Terra, inicialment l'aigua es trobava en forma de vapor, sofrint un procés de condensació pel lent refredament, i donant lloc a precipitacions fins a aconseguir un cert equilibri entre l'aigua superficial i l'aigua evaporada.
No obstant això, una gran porció d'aquesta aigua és salada, a conseqüència del procés de salinització sofert en infiltrar-se entre els minerals de l'escorça terrestre. En un balanç general, dels 1.400 milions de km³ d'aigua al món, només 33 milions són d'aigua dolça. D'aquesta quantitat caldria descomptar el 87,3% que està en forma de gel en els casquets polars i glaceres, i el 12,3% que constitueix l'aigua subterrània. Queda tan sols un 0,4% d'aigua utilitzable, en volum 140.000 km³. Aquesta quantitat, al seu torn, està en incessant moviment d'evaporació - vessament, en el fenomen denominat cicle hidrològic o cicle de l'aigua. Per tant, la quantitat d'aigua realment aprofitable és molt petita, i sotmesa a més a nombroses fonts de contaminació, per la qual cosa ha de ser utilitzada racionalment.
D'altra banda estan les xarxes de clavegueram. El fet que aigües fecals o simplement aigua rebutjada circuli pel mateix lloc per on ho fan les persones suposa un elevat risc per la seva salut, augmentant el nivell de malalties i dificultant el desenvolupament de la població afectada.
La inversió en infraestructura, ja sigui clavegueram per canalitzar les aigües rebutjades, com facilitar l'accés a aigua potable a la totalitat de la població del planeta, són aspectes importants perquè l'aigua es converteixi en un dret i deixi de ser un privilegi.

## Arquitectura sustentable
L'arquitectura sustentable és una de les disciplines que busquen introduir nous sistemes i instal·lacions dins dels edificis per aconseguir un ús racional de l'aigua.
Els edificis sustentables incorporen estratègies de projecte no només amb vista al confort i l'estalvi d'energia, sinó també a l'aprofitament i reutilització de l'aigua.
A nivell mundial, l'OMS estima que el 40% de l'aigua potable s'utilitza per al funcionament del sistema sanitari en edificis, amb un alt desaprofitament. A causa d'això, en un primer moment es va restringir aquest malbaratament mitjançant dispositius manuals i automàtics en els artefactes sanitaris. Així i tot el consum segueix creixent.
El disseny sustentable incorpora en els edificis sistemes que recullin, acumulin i distribueixin l'aigua de pluja. Després de ser utilitzada amb finalitats no potables, és separada en drenatges específics, que les condueixen a tancs de tractament per després tornar a barrejar-les amb l'aigua de pluja. D'aquesta forma, excepte l'aigua per beure, la higiene i cuinar, la resta entra en un cicle de permanent reciclat.
A causa que cal energia per al funcionament de les bombes d'aigua que es precisen per a la utilització d'aquesta aigua, poden incorporar-se també generadors solars fotovoltaics que evitin el consum elèctric.
La funció dels sistemes hidràulics dels edificis sustentables és aprofitar l'aigua pluvial, reutilitzar els efluents després d'un tractament biològic per les arrels del jardí, i utilitzar dispositius economitzadors en els principals punts d'utilització.
Les aigües pluvials poden ser col·lectades i els efluents amb baix contingut de matèria orgànica (aigües grises), degudament tractats poden ser un subministrament complementari al sistema de l'aigua potable. Però requereixen un sistema independent per als diferents punts d'utilització.
És convenient, quan se zonifiquin els diversos ambients d'un edifici, aconseguir concentrar en nuclis humits els serveis sanitaris. En cas d'un edifici en altura poden aconseguir-se diversos nuclis humits, amb la condició de concentrar-los en vertical. D'aquesta forma es minimitzen els recorreguts per murs i envans i s'agrupen en plens que contenen les muntants de (aigua freda i calenta, desguassos i ventilacions). En cas d'habitatges unifamiliars, es crea una zona humida amb la cuina, safareig i bany. Aquesta concentració permet la racionalització i economia de les instal·lacions.
Així el sistema hidràulic d'un edifici utilitza tres dipòsits: 
- aigua pluvial
- efluents tractats
- aigua potable de la xarxa urbana

Un sistema de recol·lecció i aprofitament de l'aigua pluvial consisteix bàsicament a conduir l'aigua de pluja dels sostres per mitjà de canalitzacions (canaletes, pluvials, goles, boques de pluja, etc) cap a equips de filtrat i dipòsits d'emmagatzematge o cisternes.
L'aigua emmagatzemada és bombada cap a un dipòsit superior perquè després per gravetat proveeixi els nuclis humits. Aquesta aigua tractada no ha de ser utilitzada per beure a causa del risc de concentració de contaminants en l'aigua col·lectada.
L'aigua pluvial col·lectada pot destinar-se a la descàrrega sanitària de vàters i urinaris, piques de rentar i rentadores electromecàniques. Podria també utilitzar-se com a subministrament alternatiu per al dipòsit destinat al sistema de calefacció o per al reg de jardins. Sempre ha d'estar clarament indicat en aixetes, vàlvules i canonades l'ús que ha de donar-se a aquesta aigua tractada.
L'atmosfera de zones urbanes no són netes i és usual que continguin contaminants tòxics en suspensió i dipositades en sostres, cobertes i terrats. Quan plou aquestes són arrossegades al sistema pluvial. Són usuals:
- Diòxid de sofre (SOTA2)
- Òxids de nitrogen (NO)
- Pols
- Sutge
- Hidrocarburs

Per això es recomana el descarti dels primers mil·límetres de pluja. Són sistemes que no es troben al mercat i han de dissenyar-se a aquest efecte pels professionals responsables del projecte de les instal·lacions de l'edifici.

### Entitats i organismes relacionats
- ASADES - Associació Argentina d'Energies Renovables i Ambient
- ISES - International solar energy association (Associació internacional d'energia solar).
- PLEA - Passive Low Energy Architecture. Associació d'arquitectura passiva i de baixa energia.